# Венский институт Визенталя исследований Холокоста (VWI)
Венский институт Визенталя по исследованиям Холокоста (VWI) является научно-исследовательским центром, деятельность которого посвящена исследованиям, документированию и изучению всех аспектов антисемитизма, расизма и Холокоста, включая причины возникновения и последствия. Создание института было запланировано Симоном Визенталем при содействии международных и австрийских исследователей. Институт расположен в Вене (Австрия) и финансируется из бюджета города Вены и Федеральным министерством цифровых технологий и экономики.

## История создания
В последние годы своей жизни Симон Визенталь хотел сделать свой архив доступным для дальнейших исследований и планировал, чтобы архив послужил основой для исследований Холокоста в Вене. Таким образом, когда Еврейская община Вены (IKG), совместно с научными институтами, базирующимися в Вене, пришли к нему с идеей создания Центра исследований Шоа, он — совместно с австрийскими и международными исследователями — лично участвовал в разработке концепции функционирования Института до самой своей смерти в 2005 году.
VWI был создан в 2009 году и с 2012 года полноценно функционирует.

## Структура Института

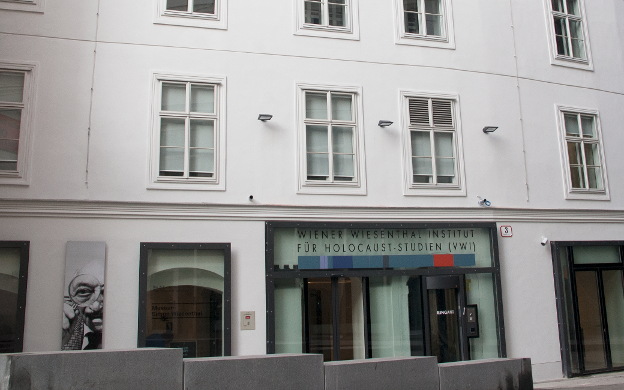
Вход в институт. Вена, ул. Рабенштайг 3

Поддержка VWI осуществляется в рамках ассоциации, состоящую из Еврейской общины Вены (IKG), Центра Еврейской Документации, Центра Документации Австрийского Сопротивления, Института Современной Истории в Венском университете, Еврейского Музея Вены, Международного Альянса Памяти жертв Холокоста и Центра Истории Еврейской Культуры в университете Зальцбурга.
В Совет директоров VWI назначались представители организаций, создавших поддерживающую ассоциацию. Совет имеет наивысшие полномочия для принятия решений по всем организационным аспектам деятельности VWI.
Международный академический Консультативный комитет является ключевым органом во всех академических вопросах. Комитет состоит из как минимум двенадцати известных экспертов, из которых по меньшей мере девять должны осуществлять активную деятельность за границей и не более чем трем разрешено представлять австрийские академические институты. Особое внимание уделяется тому, чтобы комиссия оставалась междисциплинарной.
В повседневных вопросах работой института руководит директор, функционирование обеспечивается директором программы исследований и сотрудниками VWI, которые отвечают за библиотеку, архив, публикации, связями с общественностью и офисным менеджментом. Области деятельности подразделяются на три основные категории: исследования, документация и образование. В рамках этих категорий институтом рассматриваются все вопросы, связанные с антисемитизмом, расизмом и Холокостом, включая причины возникновения и последствия.

## Главные сферы деятельности института
Исследования в VWI носят международный и междисциплинарный характер. Процесс осуществляется в одной из двух форм. Во-первых, существует программа ежегодно объявляемых стипендий для исследователей, старших и младших научных сотрудников. Во-вторых, осуществляются исследовательские проекты различной продолжительности, инициированные самим VWI.
С осени 2012 года Институт принимает два старших, два исследовательских и четыре младших стипендиатов каждый год. Решение по грантам принимается подкомиссией Международного академического Консультативного комитета и сотрудником исследовательского персонала института VWI весной каждого года.
Архив института VWI, состоящего из фондов архива Симона Визенталя и материалов архива IKG, связанных с Холокостом, а также растущая научная библиотека предназначены для удовлетворения документативной цели института, тогда как проводимые академические мероприятия — как, например, лекции, конференции, семинары и выступления в общественной сфере — предназначены для предоставления информации и образования.
«S: I.M.O.N. — Шоа: Мероприятия. Методы. Документация.» — публикация конспектов лекций Симона Визенталя, рабочие документы стипендиатов и статьи, отобранные Редакционным комитетом — представляют собой электронный журнал института. Серия книг, выпускаемых VWI, редактируется Венским Издательским домом «новая академическая пресса». Выпускается полугодовой бюллетень института на немецком языке под названием VWI im Fokus («В фокусе — VWI»), который содержит информацию обо всех предстоящих событиях и мероприятиях.

## Мероприятия
Институтом организуются различные виды общественных мероприятий в память о Холокосте.
«Лекции Симона Визенталя», которые стали товарным знаком мероприятий, проводимых под эгидой VWI, направлены на распространение знаний о текущих исследованиях Холокоста с помощью известных международных исследователей. В конце календарного года VWI организует ежегодные «Конференции Симона Визенталя». «VWI-Визуал» стремится обнародовать неизвестные или забытые важнейшие детали в области представления Холокоста в визуальных медиа-ресурсах.
Мероприятия, организуемые институтом в общественной сфере по случаям определённых событий, носят инновационный, а иногда провокативный и нетрадиционный характер.